# Polygala cuspidulata
Polygala cuspidulata är en jungfrulinsväxtart som beskrevs av Joseph Blake. Polygala cuspidulata ingår i släktet jungfrulinssläktet, och familjen jungfrulinsväxter. Inga underarter finns listade i Catalogue of Life.